# Мечеть Джамі-Уль-Альфар
Мечеть Джамі-Уль-Альфар розташована в Коломбо, Шрі-Ланка. Архітектор Г. Л. Сайбо Леббе, будівництво почалось в 1908 і завершилось в наступному 1909 році. Вона створена в стандартному південноіндійському стилі і нагадує мечеть, яку також завершили в 1909 — Мечеть Джамек, Куала-Лумпур, Малайзія. Зовнішній вигляд і її особливість, вона — смугаста.